# Werner Reiterer
Pour les articles homonymes, voir Reiterer.
Werner Reiterer (né le 27 janvier 1968 à Hohenems en Autriche) est un athlète australien, spécialiste du lancer du disque.
Il remporte un titre aux Jeux du Commonwealth de 1994.